# إيفان بيسيرا
إيفان بيسيرا (بالإسبانية: Ivan Becerra)‏ (22 مايو 1984 في المكسيك - ) هو لاعب كرة قدم مكسيكي في مركز الدفاع. لعب مع كولومبوس كرو وCincinnati Kings ‏ وPortland Timbers (2001–2010) ‏ وWilmington Hammerheads FC ‏ وVentura County Fusion ‏.

## وصلات خارجية
- إيفان بيسيرا على موقع الدوري الأمريكي (الإنجليزية)
- إيفان بيسيرا على موقع قاعدة بيانات كرة القدم.إي يو (الإنجليزية)